# Cuba en los Juegos Panamericanos
Cuba ha participado ininterrumpidamente en los Juegos Panamericanos desde su primera realización en 1951. El país fue sede de los juegos en 1991, en La Habana. Durante la Guerra Fría, mantuvo una intensa rivalidad con Estados Unidos, representando al bloque comunista.
En los Juegos Panamericanos de 1951 logró el tercer puesto en cuanto a la cantidad de medallas. A partir de los juegos de 1971 Cuba ha venido posicionándose en el segundo lugar, con la excepción de la X edición de los juegos de 1991 en La Habana, donde ocupó la primera posición. El país está representado en los juegos por el Comité Olímpico Cubano.

## Juegos Panamericanos

### Medallero
| Juegos              |     |     |     | Total | Posición |
| Buenos Aires 1951   | 9   | 9   | 10  | 28    | 3.º      |
| México 1955         | 1   | 10  | 8   | 19    | 9.º      |
| Chicago 1959        | 2   | 4   | 4   | 10    | 8.º      |
| São Paulo 1963      | 4   | 6   | 4   | 14    | 5.º      |
| Winnipeg 1967       | 8   | 14  | 26  | 48    | 6.º      |
| Cali 1971           | 30  | 49  | 26  | 105   | 2.º      |
| México 1975         | 57  | 45  | 31  | 133   | 2.º      |
| San Juan 1979       | 64  | 47  | 34  | 145   | 2.º      |
| Caracas 1983        | 81  | 48  | 45  | 174   | 2.º      |
| Indianápolis 1987   | 75  | 52  | 48  | 175   | 2.º      |
| La Habana 1991      | 140 | 62  | 63  | 265   | 1.º      |
| Mar del Plata 1995  | 112 | 67  | 59  | 238   | 2.º      |
| Winnipeg 1999       | 69  | 39  | 47  | 155   | 2.º      |
| Santo Domingo 2003  | 72  | 41  | 40  | 153   | 2.º      |
| Río de Janeiro 2007 | 59  | 35  | 41  | 135   | 2.º      |
| Guadalajara 2011    | 58  | 35  | 43  | 136   | 2.º      |
| Toronto 2015        | 36  | 27  | 34  | 97    | 4.º      |
| Lima 2019           | 33  | 28  | 39  | 100   | 6.º      |
| Santiago 2023       | 30  | 22  | 17  | 69    | 5.º      |
| Total               | 938 | 643 | 614 | 2195  |          |

### Medallas por deporte
La siguiente tabla muestra las medallas obtenidas por deporte, ordenadas por preseas de oro, plata y bronce.
| Deporte             |     |     |     |      |
| ------------------- | --- | --- | --- | ---- |
| Halterofilia        | 160 | 55  | 15  | 230  |
| Atletismo           | 137 | 122 | 109 | 368  |
| Lucha               | 98  | 66  | 56  | 220  |
| Boxeo               | 98  | 21  | 17  | 136  |
| Gimnasia            | 85  | 78  | 56  | 219  |
| Judo                | 68  | 26  | 56  | 150  |
| Esgrima             | 56  | 32  | 30  | 118  |
| Remo                | 41  | 28  | 43  | 112  |
| Canotaje            | 38  | 25  | 16  | 79   |
| Tiro                | 34  | 59  | 50  | 143  |
| Ciclismo            | 18  | 26  | 27  | 71   |
| Taekwondo           | 16  | 11  | 17  | 44   |
| Voleibol            | 13  | 8   | 4   | 25   |
| Béisbol             | 12  | 1   | 2   | 15   |
| Karate              | 7   | 4   | 11  | 22   |
| Saltos ornamentales | 4   | 7   | 7   | 18   |
| Vela                | 4   | 3   | 1   | 8    |
| Pelota vasca        | 3   | 13  | 12  | 28   |
| Tiro con arco       | 3   | 4   | 8   | 15   |
| Baloncesto          | 3   | 2   | 5   | 10   |
| Sambo               | 3   | 2   | 4   | 9    |
| Balonmano           | 3   | 2   | 3   | 8    |
| Natación            | 2   | 4   | 8   | 14   |
| Voleibol playa      | 2   | 2   | 2   | 6    |
| Tenis de mesa       | 1   | 7   | 12  | 20   |
| Waterpolo           | 1   | 5   | 3   | 9    |
| Pentatlón moderno   | 0   | 3   | 1   | 4    |
| Badminton           | 0   | 1   | 2   | 3    |
| Fútbol              | 0   | 1   | 2   | 3    |
| Tenis               | 0   | 0   | 8   | 8    |
| Softbol             | 0   | 0   | 8   | 8    |
| Nado sincronizado   | 0   | 0   | 5   | 5    |
| Hockey sobre césped | 0   | 0   | 2   | 2    |
| 33 deportes         | 910 | 618 | 602 | 2130 |

## Juegos Panamericanos Junior

### Medallero
| Juegos          |               |               |               | Total         | Posición      |
| Cali-Valle 2021 | 29            | 19            | 22            | 70            | 5.º           |
| Asunción 2025   | Evento futuro | Evento futuro | Evento futuro | Evento futuro | Evento futuro |
| Total           | 29            | 19            | 22            | 70            |               |